# 大門 (津市)

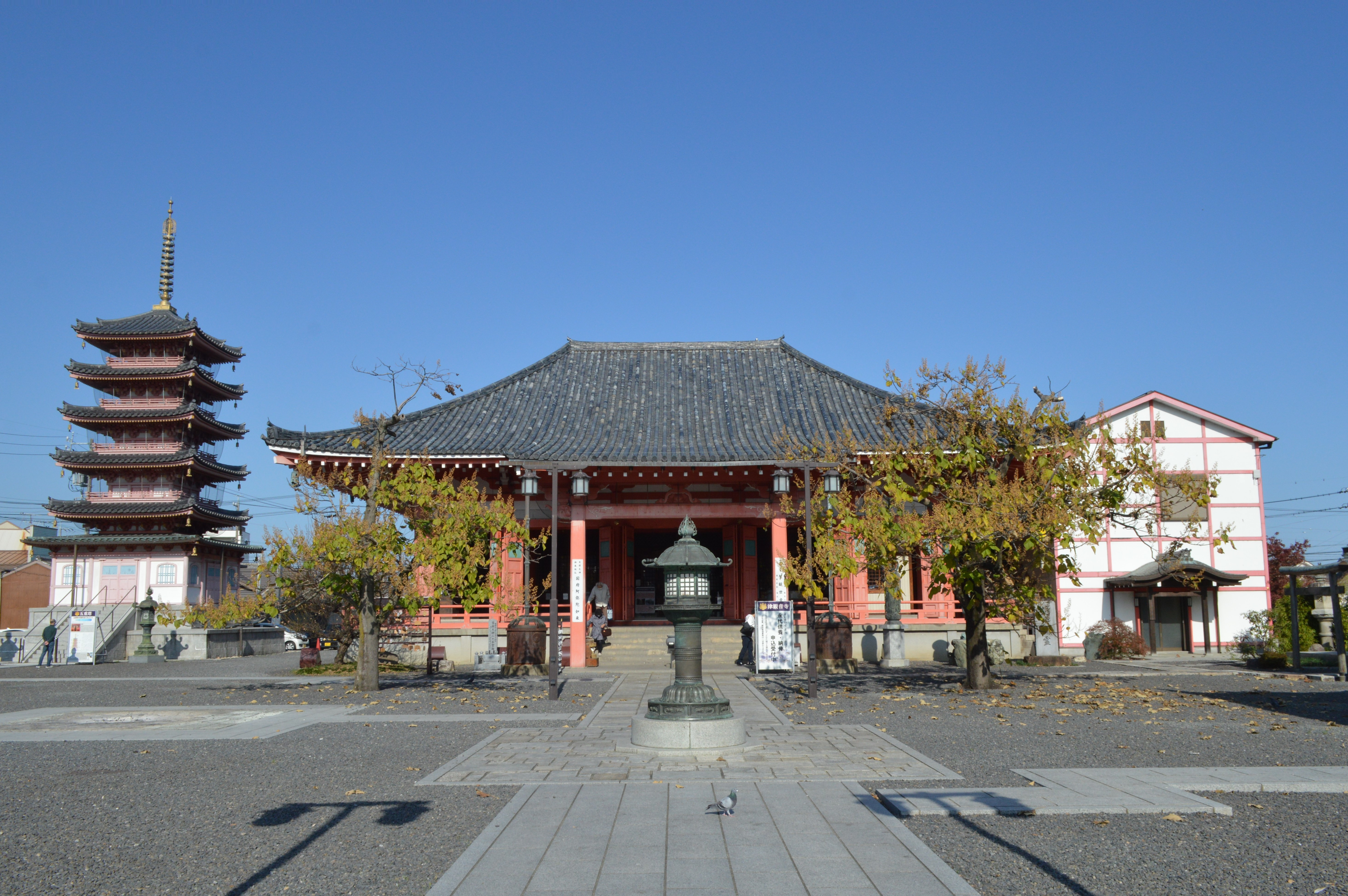
津観音

大門（だいもん）は、三重県津市にある町丁。三重県の代表的歓楽街・繁華街として知られている。

## 特色

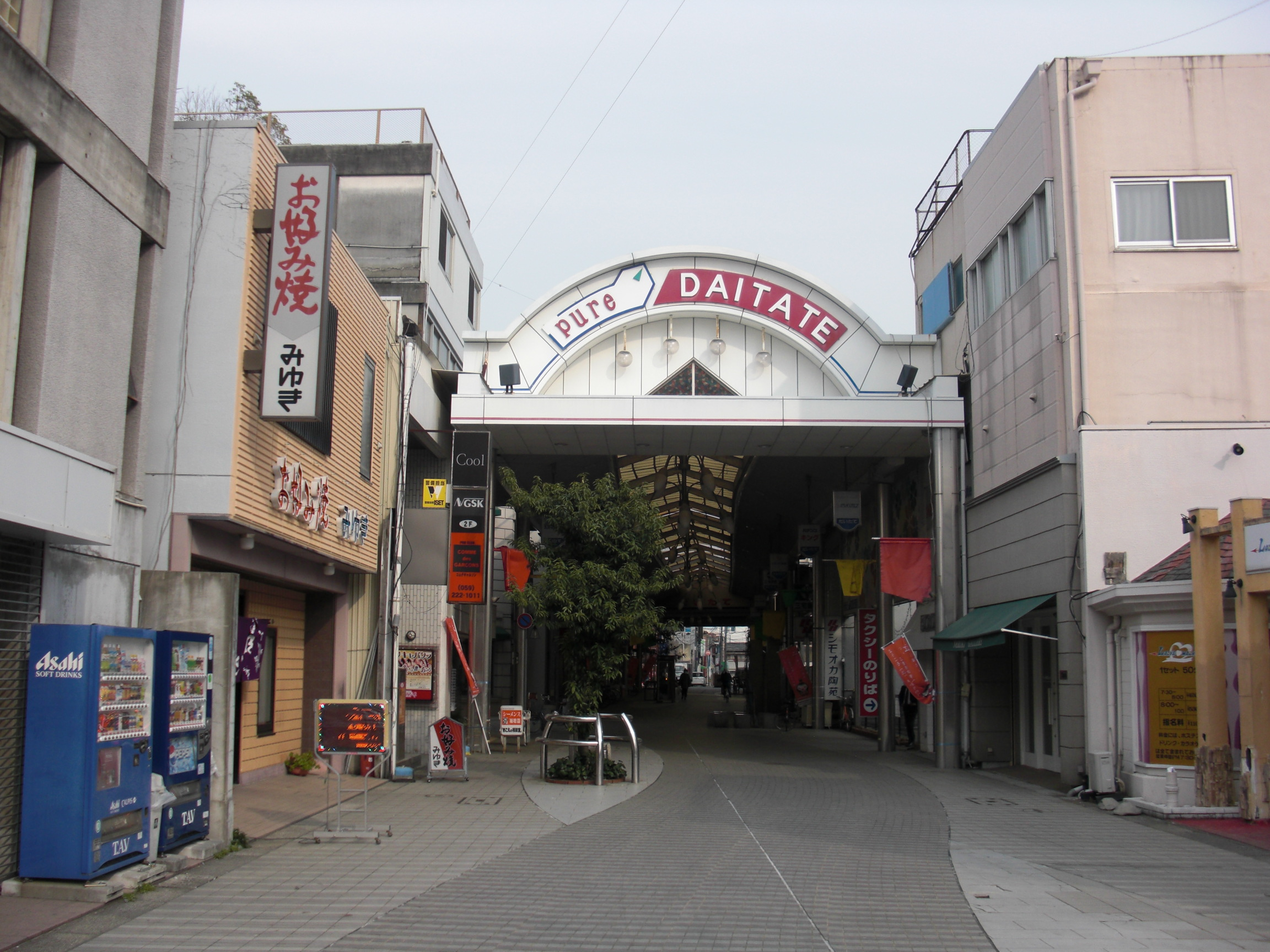
全蓋式アーケードがあった頃の大門商店街

丁番を持たない単独町名である。郵便番号は514-0027（集配局：津中央郵便局）。日本三大観音の一つとして知られる津観音（恵日山観音寺）を中心に発達した街区であり、商店街と飲食店街の要素を併せ持つ。長らく三重県を代表する繁華街だったが、津市の玄関口である津駅と津新町駅両駅の中間にあるというアクセスの不便さ、郊外型ショッピングセンターの進出による中心市街地空洞化によって衰退し、2018年（平成30年）には主要部分にあった全蓋式アーケードが撤去された。
毎年10月上旬に行われる津まつりでは大門地区を中心に多くの露店が並び、3日間の祭り期間中の人出は、延べ30万人程度と津市の中心街・繁華街としての面目を保っている。
フェニックス通りをはさんで隣接する東丸之内には、中勢地区以南唯一の百貨店である津松菱（大門を発祥の地とする）があり、大門からは徒歩圏内である。津市は元来津城跡を中心とした業務街、繁華街である丸之内地区とこの大門地区を中心街としており、近年は更に津駅と三重県庁をひかえた羽所町・栄町・広明町地区が新たな繁華街、業務街を形成しつつある。

## 地理
三重県の県庁所在地である津市の東部、旧津市の中央部に位置する。かつては塔世川（とうせがわ）が地内を流れていたが、津城の築城により同川が堀になったため、流れが廃れた。
北は新立町津・東町津・新東町塔世、東は乙部、南は東丸之内、西は中央と接する。南東端で寿町、南西端で丸之内、北西端で北丸之内と一点で接する。

## 歴史

### 近世
江戸時代には津城の城下町における大門町であった。伊勢神宮へ向かう参宮客で賑わい、宿場問屋に任命された千切屋進伴左衛門の本陣や津藩の要人をもてなす施設である御客屋が置かれ、伝馬所役を勤めた本役が49軒あったという。御客屋には安政5年（1858年）に「修文館」という庶民の学校が併設され、読み書きや算術が教授された。たびたび火災が発生しており、寛文2年（1662年）の津大火の際には41軒、元禄11年（1698年）には44軒が焼失している。

### 近代
明治時代初頭には津の中心として安濃津県庁（旧御客屋を利用）、津郵便局、三重県警察津出張所（後の津警察署）が相次いで設置された。千切屋進伴左衛門本陣跡には1879年（明治12年）に元津藩の城代家老であった藤堂仁右衛門高泰を頭取とする第百五国立銀行が開設された。この銀行は現在、三重県最大手の地方銀行である百五銀行になっている。後には伊勢参宮街道が国道1号に指定され、芝居小屋・映画館が多数できたが、1920年（大正9年）の新・岩田橋架橋により国道ではなくなったため、街は商店街に姿を変えた。
商業が活発であったことから、津商工会議所も1916年（大正5年）から1945年（昭和20年）までこの地に置かれた。1936年（昭和11年）5月1日には、三重県初の大型百貨店である大門百貨店（津松菱の前身）が開業した。建物は、総工費15万円、地上5階建・鉄筋コンクリート造・タイル張りで、当時三重県で最も高い建築物であり、県内初のエレベーターも設置された。開店にあたって、南海高島屋から商品の陳列法や接客の指導を受けた。地元小売業者は対抗措置として、市街地商業組合と洋服商業組合を結成した。ただし、組合側は百貨店への対抗を表面上は否定していた。

### 現代

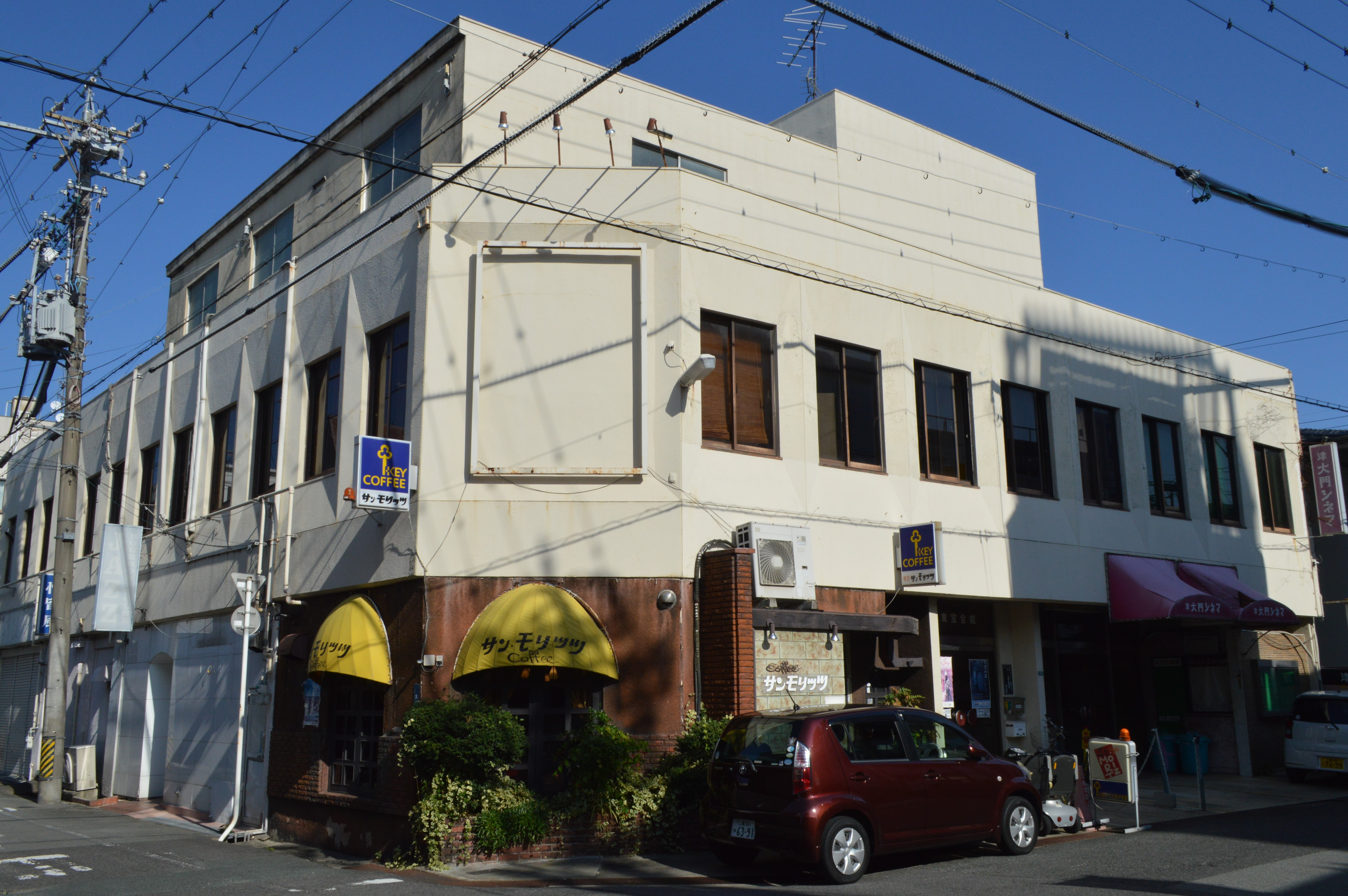
津東宝劇場/津大門シネマ

1945年（昭和20年）7月24日を中心として津市は複数回の津空襲を受け、大門の大部分が焼失した。戦後には繁華街として復興し、1964年（昭和39年）には全蓋式アーケードが完成した。1979年（昭和54年）には大門にあった津市役所が西丸之内に移転した。
戦後の大門には複数の映画館があった。2001年（平成13年）には津東宝劇場が閉館したことで大門から映画館がなくなり、2004年（平成16年）には津東宝劇場跡地に津大門シネマが開館したものの、2009年（平成21年）7月20日にオーナーの健康上の理由により閉館した。
2007年（平成19年）には百五銀行シンクタンクの百五経済研究所によって中部国際空港への海上アクセス港である津なぎさまちから津市を代表する大通りであるフェニックス通り上にLRT（次世代型路面電車）を通し、大門地区、津駅前をへて西部丘陵地を結ぶ計画が提案された。しかし、この提案から10年が経ってもLRTの導入には至っていない。
2018年（平成30年）5月、老朽化により全蓋式アーケードを撤去。

### 年表
- 1889年（明治22年）4月1日 - 市制施行により、津市大字津字大門町[1]となる。
- 1972年（昭和47年）5月1日 - 住居表示の実施により、津市大門となる[1]。

### 地名の由来
津観音の仁王門の門前町であったことから命名された。大門の名自体は津観音が天正8年（1580年）頃に当地に移転する前から阿漕地区で使われていたが、当地に移転したことにより、この地区の名前になった。

### 町名の変遷
| 実施後 | 実施年月日               | 実施前 |
| ------ | ------------------------ | --- |
| 大門   | 1972年（昭和47年）5月1日 | 大字津の一部 （字中之番町・字千歳町・字蔵町・字新中町・字沢之上町・字入江町・字堀川町の全域および字宝禄町・字西来寺町・字立町・字丸之内〔本町・蔦町〕・字大門町・字宿屋町・字魚町・字北浜町・字片浜町・字東町の一部） 大字津興の一部 （字上堀廻の全域および字中堀廻の一部） 大字乙部の一部 （字川田・字寺町・字札ノ木の一部） |

## 世帯数と人口
2019年（令和元年）6月30日時点の世帯数と人口は以下の通りである。
| 町丁 | 世帯数  | 人口  |
| ---- | ------- | ----- |
| 大門 | 328世帯 | 544人 |

### 人口の変遷
1665年以降の人口の推移。なお、1995年以降は国勢調査による推移。
| 1665年（寛文5年）  | 471人   | [ 4 ]      |  |
| 1977年（昭和52年） | 1,533人 | [ 4 ]      |  |
| 1980年（昭和55年） | 1,355人 | [ 9 ]      |  |
| 1995年（平成7年）  | 853人   | [ WEB 8 ]  |  |
| 2000年（平成12年） | 714人   | [ WEB 9 ]  |  |
| 2005年（平成17年） | 708人   | [ WEB 10 ] |  |
| 2010年（平成22年） | 586人   | [ WEB 11 ] |  |
| 2015年（平成27年） | 536人   | [ WEB 12 ] |  |

### 世帯数の変遷
1977年以降の世帯数の推移。なお、1995年以降は国勢調査による推移。
| 1977年（昭和52年） | 541世帯 | [ 4 ]      |  |
| 1980年（昭和55年） | 495世帯 | [ 9 ]      |  |
| 1995年（平成7年）  | 336世帯 | [ WEB 8 ]  |  |
| 2000年（平成12年） | 298世帯 | [ WEB 9 ]  |  |
| 2005年（平成17年） | 346世帯 | [ WEB 10 ] |  |
| 2010年（平成22年） | 292世帯 | [ WEB 11 ] |  |
| 2015年（平成27年） | 278世帯 | [ WEB 12 ] |  |

（注）大門の範囲は変遷しているため、一概に比較することはできない。

## 学区
市立小・中学校に通う場合、学区は以下の通りとなる。なお、町内は共通学区と分類されている。
| 小学校                            | 中学校                                |
| --------------------------------- | ------------------------------------- |
| 津市立養正小学校 津市立敬和小学校 | 津市立西橋内中学校 津市立東橋内中学校 |

## 交通

### 道路
- 国道23号 - 大門の西端をなす、三重県の大動脈。
- 三重県道561号津海岸線 - 大門の北端をなす。
- 三重県道114号上浜高茶屋久居線 - 大門の東端をなす。
- フェニックス通り - 大門の南端をなす。

### 路線バス
三重交通（中勢営業所管内）三重会館前バス停※厳密には下り線（☆）のバス停のみが大門にあるが、ここでは上り線のバス停についても記述する。
| - 06系統 緑が丘2☆ - 06系統 白塚駅前 - 15系統 榊原温泉口駅☆ - 15・16系統 榊原車庫前☆ - 15・16・30・31・32・34・35・53・91・93・95系統 津駅 - 30・31・52系統 米津☆ - 31系統 天白☆ - 32系統 香良洲公園☆ - 32・91系統 イオン津ショッピングセンター - 34系統 警察学校☆ - 35系統 空港アクセス港（津なぎさまち）☆ - 51・71・81系統 津新町駅☆ - 51系統 三重病院 - 51系統 一身田 - 51系統 高田高校前 | - 52系統 イオン津南ショッピングセンターサンバレー☆ - 52系統 卸センター前☆ - 52系統 椋本 - 52系統 豊里ネオポリス - 52系統 サイエンスシティ☆ - 53系統 三行 - 65系統 市場 - 65系統 立合 - 81系統 津駅西口 - 84系統 岩田橋☆ - 84系統 津西ハイタウン - 91系統 平木☆ - 91系統 殿船団地☆ - 91・93系統 大学病院 - 93系統 片田団地☆ - 95系統 穴倉☆ |

ぐるっと・つーバス（コミュニティバス）だいたてアーケード前バス停
- 津新町駅（循環）

## 施設

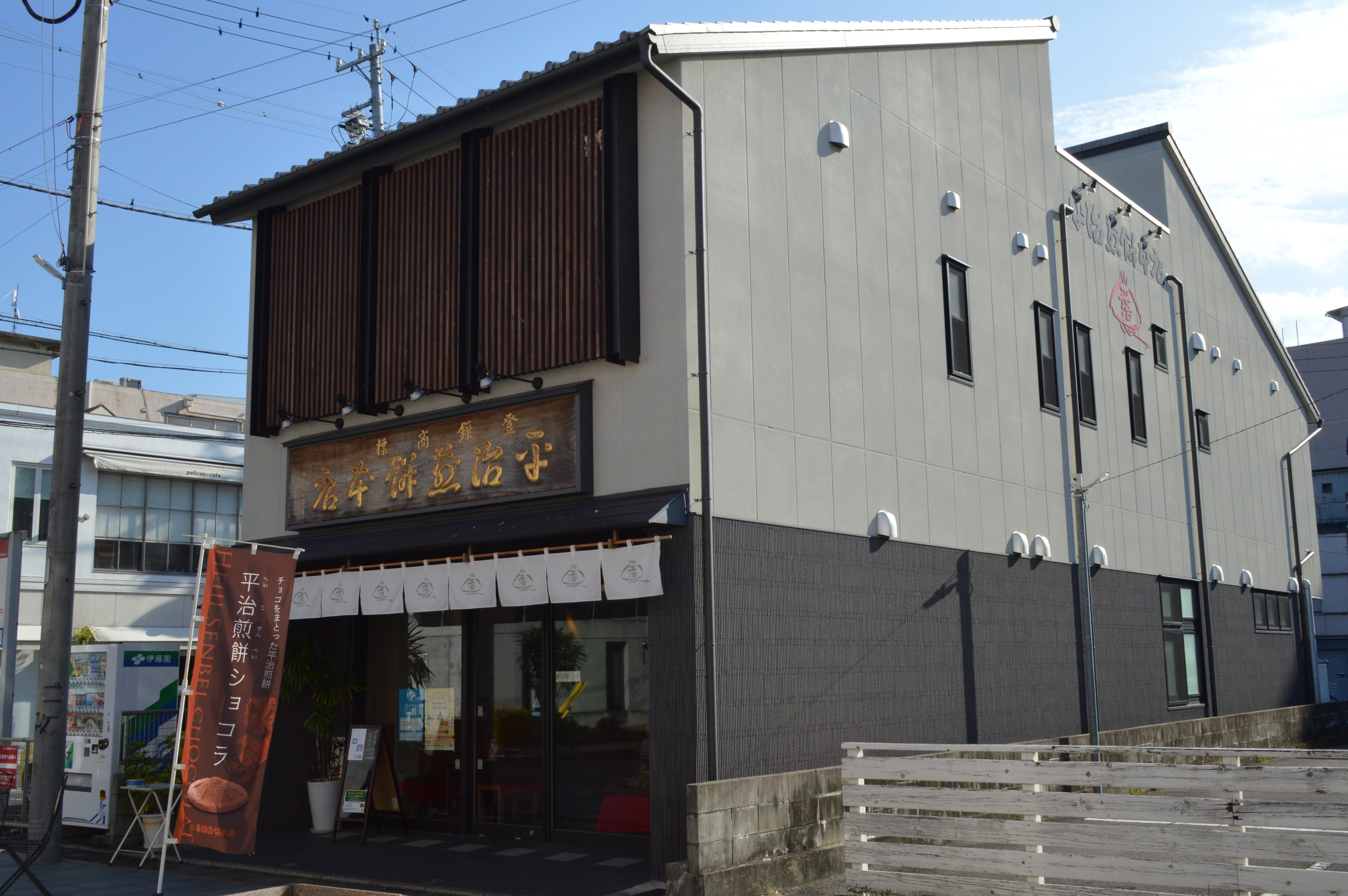
平治煎餅本店

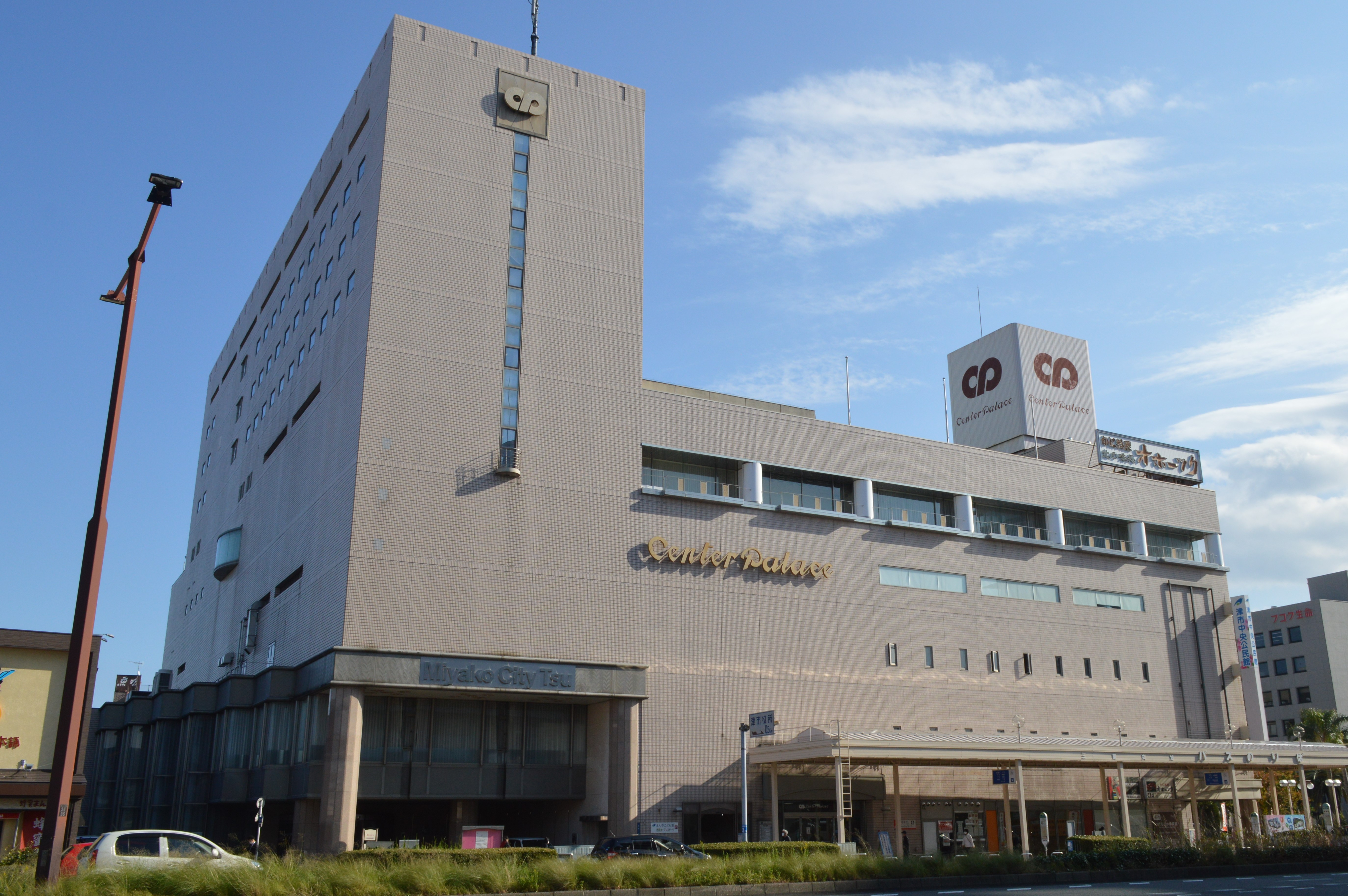
津センターパレス

- 津観音
- だいたて商店街
  - 大門大通り商店街
  - 立町商店街
- 百五銀行本店営業部大門町出張所
- 三十三銀行津支店
- 津信用金庫本店
- オーデン大門ビル
- 平治煎餅本店
- お焼屋本店
- 玉吉餅店
- とらや本家
- 蜂蜜まん本舗
- 津センターパレスビル
  - 都シティ 津
- 大門病院
- 津警察署大門交番

### WEB
1. ↑  “三重県津市の町丁・字一覧”.   人口統計ラボ. 2019年8月15日閲覧。
2. 1 2  “人口（男女別）・世帯数 - 住民基本台帳世帯数および人口　（各月末現在）”.   津市 (2019年7月31日). 2019年8月15日閲覧。
3. 1 2  “大門の郵便番号”.  日本郵便. 2019年8月15日閲覧。
4. ↑  “市外局番の一覧”.   総務省. 2019年6月24日閲覧。
5. ↑  “郵便番号簿 2018年度版” (PDF).   日本郵便. 2019年6月10日閲覧。
6. ↑  http://www.info.city.tsu.mie.jp/www/contents/1001000014562/index.html
7. ↑  津大門シネマきょう限り 不景気、新型インフル・・・閉館へ」全国新聞ネット、2009年7月20日、2010年3月19日閲覧
8. 1 2  “平成7年国勢調査の調査結果(e-Stat) - 男女別人口及び世帯数 －町丁・字等”.   総務省統計局 (2014年3月28日). 2019年8月16日閲覧。
9. 1 2  “平成12年国勢調査の調査結果(e-Stat) - 男女別人口及び世帯数 －町丁・字等”.   総務省統計局 (2014年5月30日). 2019年8月16日閲覧。
10. 1 2  “平成17年国勢調査の調査結果(e-Stat) - 男女別人口及び世帯数 －町丁・字等”.   総務省統計局 (2014年6月27日). 2019年8月16日閲覧。
11. 1 2  “平成22年国勢調査の調査結果(e-Stat) - 男女別人口及び世帯数 －町丁・字等”.   総務省統計局 (2012年1月20日). 2019年8月16日閲覧。
12. 1 2  “平成27年国勢調査の調査結果(e-Stat) - 男女別人口及び世帯数 －町丁・字等”.   総務省統計局 (2017年1月27日). 2019年8月16日閲覧。
13. ↑  “津市学区一覧表”.   津市. 2019年8月17日閲覧。

### 文献
1. 1 2 3 4  昭和47年4月25日三重県告示第233号
2. ↑  有限会社平凡社地方資料センター 1983, p. 369.
3. 1 2 3  有限会社平凡社地方資料センター 1983, p. 370.
4. 1 2 3 4 5 6 7 8 9 10 11  「角川日本地名大辞典」編纂委員会 1983, p. 647.
5. 1 2  三重県（1988）：1085ページ
6. ↑  三重県（1988）：1086ページ
7. 1 2  三重県（1988）：1086 - 1087ページ
8. ↑  「角川日本地名大辞典」編纂委員会 1983, p. 648.
9. 1 2  「角川日本地名大辞典」編纂委員会 1983, p. 1149.